# Halmășd, Sălaj
Halmășd este satul de reședință al comunei cu același nume din județul Sălaj, Transilvania, România.

## Așezare
Localitatea Halmășd (odinioară Halmoșd) se situează în zona maginală a Depresiunii Plopiș, la contact cu culmile joase ale Munților Plopiș, în bazinele hidrografice ale Drighiului și Văii Cerișei, la o distanță de 49 km față de municipiul Zalău.

## Istoric
Urmele locuirii pe aceste meleaguri au fost puse în evidență de numeroasele descoperiri arheologice de pe teritoriul comunei, care atestă prezența așezărilor fortificate încă din epoca fierului. Halmășd a fost menționat în anul 1341.

## Monument dispărut
Fosta biserică "Sf.Dumitru" din satul Halmășd este înscrisă pe "Lista monumentelor istorice dispărute", elaborată de Ministerul Culturii și Cultelor în anul 2004 (datare: sec. XVIII, cod 32B0063).

## Economie
Economia satului este preponderent agricolă, bazată pe cultura plantelor. Localitatea este cunoscută și ca un important bazin pomicol al județului Sălaj.

## Atracții turistice
Exploatarea potențialului turistic ar putea propulsa economia așezării. Turistul care vizitează Halmășdul, pe lângă frumusețea și valoarea peisajelor naturale și antropice, va fi impresionat de biserica "Sfântul Dumitru" din centrul satului, de moara de apă de pe Valea Morilor, de frumusețea Pădurii Lapiș, de ospitalitatea, obiceiurile și folclorul tradițional păstrate în această vatră de locuire străveche.